# Videocámara de mano

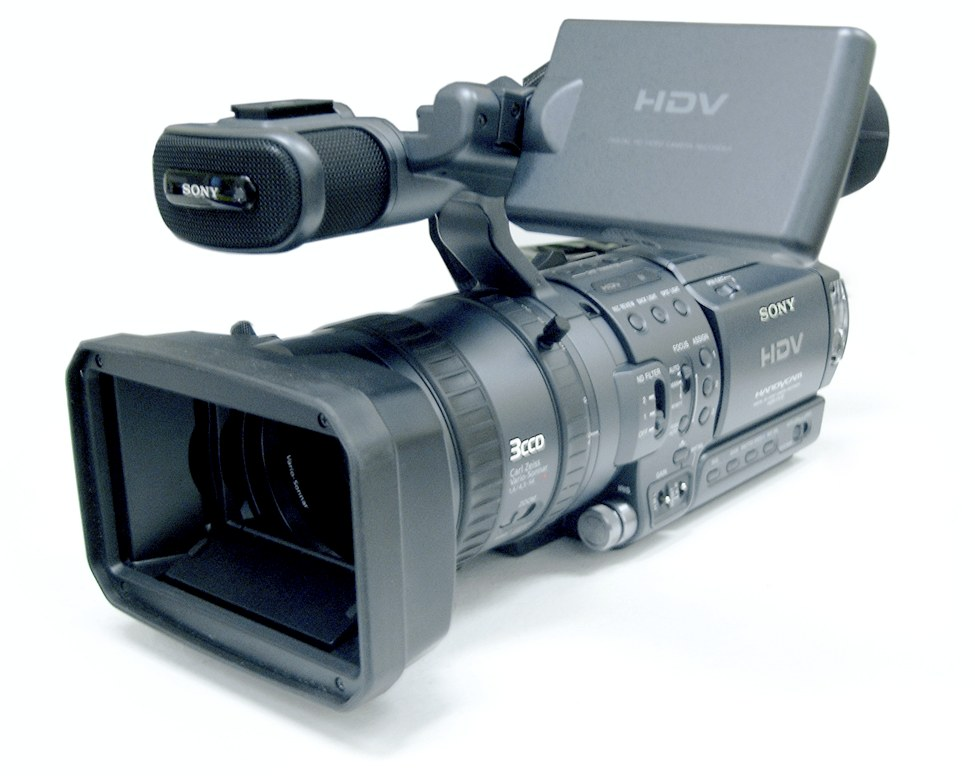
Cámara de vídeo profesional HDV

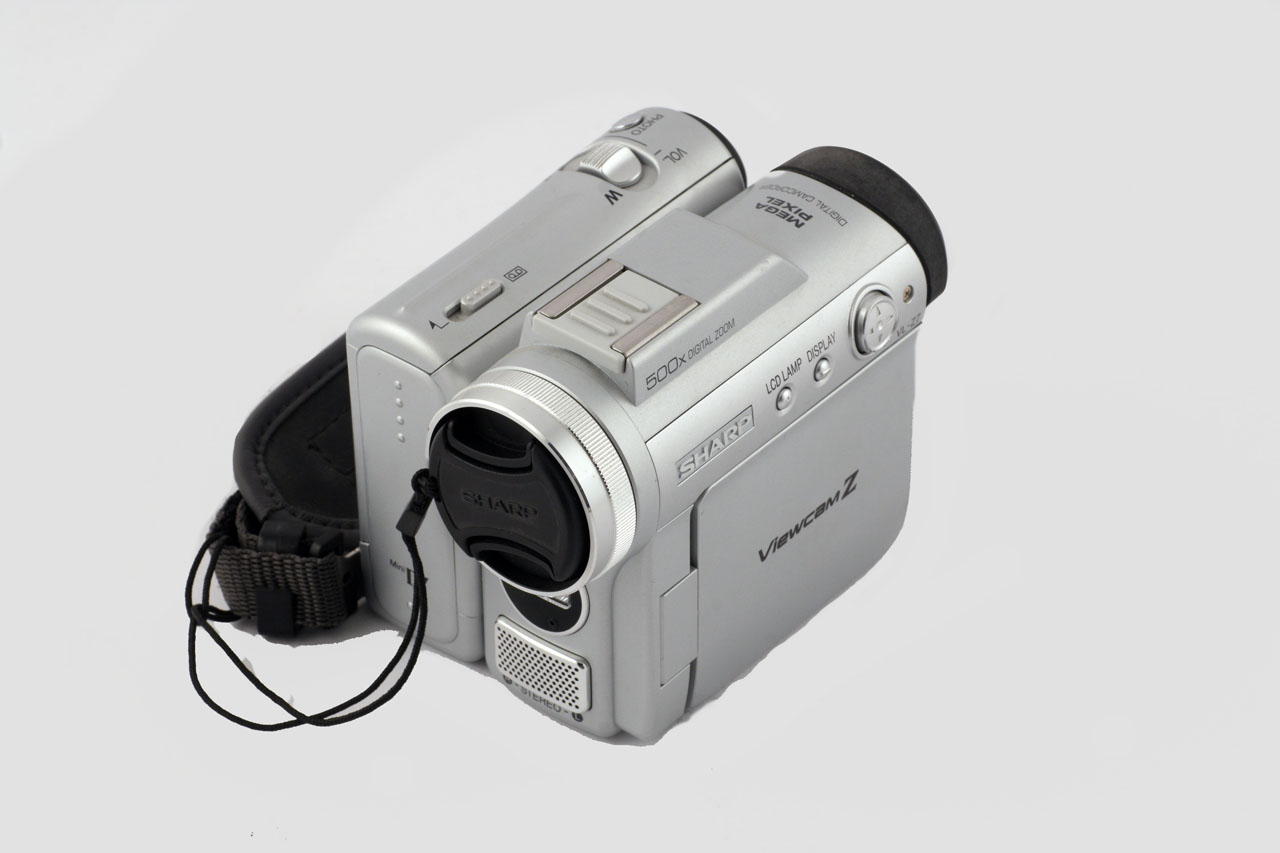
Cámara de vídeo mini DV

Una  cámara de vídeo  es un dispositivo portátil para registrar la imagen y el sonido en el mismo soporte. Por lo tanto, combina las funciones de una cámara de televisión con las de un vídeo, de ahí su nombre,  videocámara  de estos dos términos. Es una evolución tecnológica de la generación anterior, que involucraba dos unidades separadas.

## Tipos de cámaras de vídeo
Podemos distinguir videocámaras de tipo digital y videocámaras de tipo analógico.
- Las cámaras de vídeo analógicas graban la información en formato analógico.
- Las videocámaras digitales graban la información en paquetes digitales en un formato digital comprimido (DV, DVD, disco duro, memoria flash ...)

Además de la distinción analógico/digital, las cámaras se pueden clasificar en diferentes rangos en función del público al que están destinadas:
- Gran público (ciclo de renovación del producto: 6-12 meses)
- Semi-Pro (ciclo de renovación del producto: 2-4 años)
- Profesionales (ciclo de renovación del producto: 5 años o más)

En los últimos años, la cuota de mercado de los modelos digitales ha ido en constante aumento con la llegada de productos de calidad más asequibles, hasta suplantar prácticamente en su totalidad los modelos analógicos.
Algunas videocámaras digitales equipadas con el conector "path through" permiten la adquisición directa de películas desde una cámara de vídeo analógica PAL en un ordenador (con una mejor calidad que la mayoría de tarjetas de captura gran público).

## Soportes y formatos de grabación

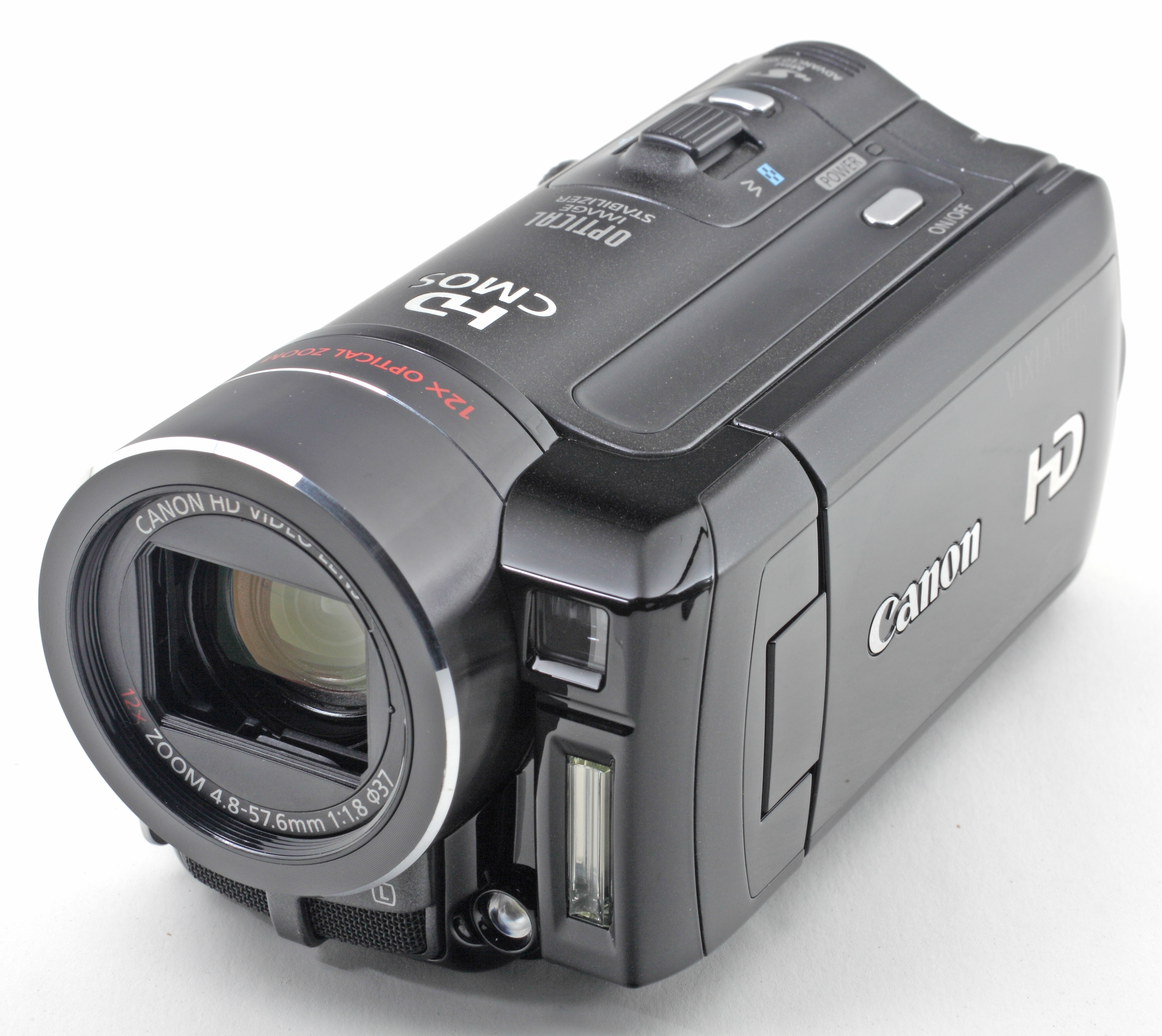
Videocámara Canon HF10

Las secuencias grabadas desde una cámara de vídeo digital se pueden transferir fácilmente a un PC equipado con un conector IEEE 1394 (también llamado FireWire o Ilink), lo que abre el camino para la edición de vídeo a través de un programa adecuado (que a veces se vende junto con la cámara de vídeo). La transferencia pasa a 1x, lo que significa que una secuencia de x minutos pedir exactamente x minuto para pasarla de un dispositivo a otro.
La última generación de cámaras de vídeo, con disco duro o tarjeta de memoria, están equipadas con una interfaz USB, y son reconocidas por los ordenadores como un disco duro externo . La transferencia se realiza de acuerdo con el tipo de tarjeta y las características del conector USB.
Hay muchos tipos de soportes de grabación y de formatos. Ver Grabadora de cinta de video para más información. Las últimas cámaras de vídeo también son capaces de grabar en soportes más innovadores, como una tarjeta de memoria o unidades de disco duro (en MPEG, MPEG-2 o MPEG-4) o directamente en un DVD (ya sea DVD-RAM o DVD-R) en un formato MPEG-2 propietario.
Los formatos más comunes de la cámara de vídeo son los siguientes:
- Cámaras de vídeo con tarjeta de memoria
- Cámaras de vídeo de alta definición (AVCHD) con tarjeta de memoria
- Cámaras de vídeo con disco duro
- Cámaras de vídeo de alta definición (AVCHD) con disco duro
- Cámaras de video mini DV Videocámara (Grabación digital en la cinta)
- Cámaras de vídeo con DVD
- Cámaras de vídeo HDV (grabación de alta definición sobre mini DV)
- Cámaras de vídeo VHS, VHS-C, S-VHS, Video8, Hi8 y Digital8 (Estos formatos analógicos sobre casetes son hoy en día obsoletos)

Todos estos aparatos suelen ser totalmente portátiles (con Batería de ion de litio) a diferencia de las webcam.

## Historia

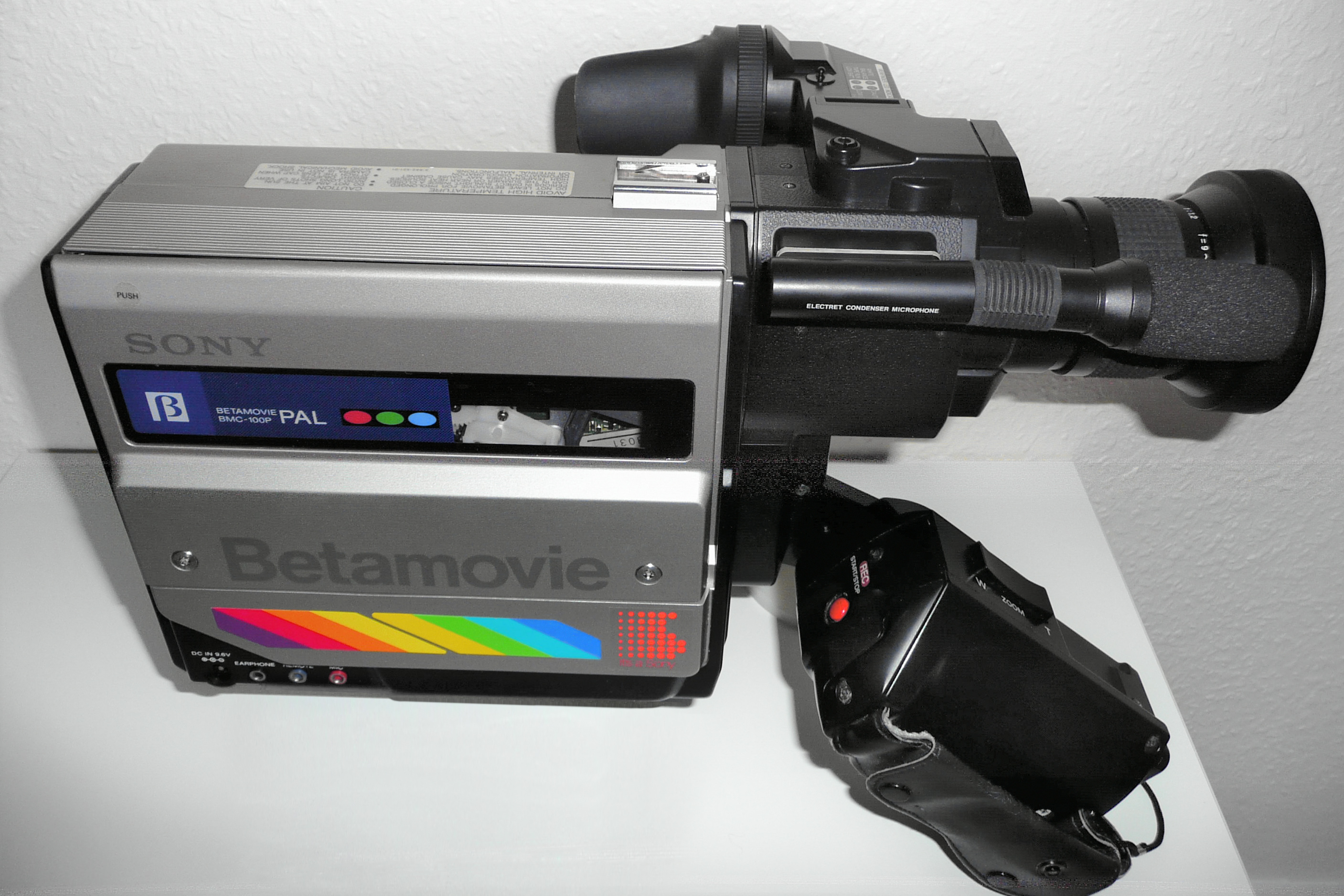
Sony Betamovie BMC-100P (Betamax) (1983)

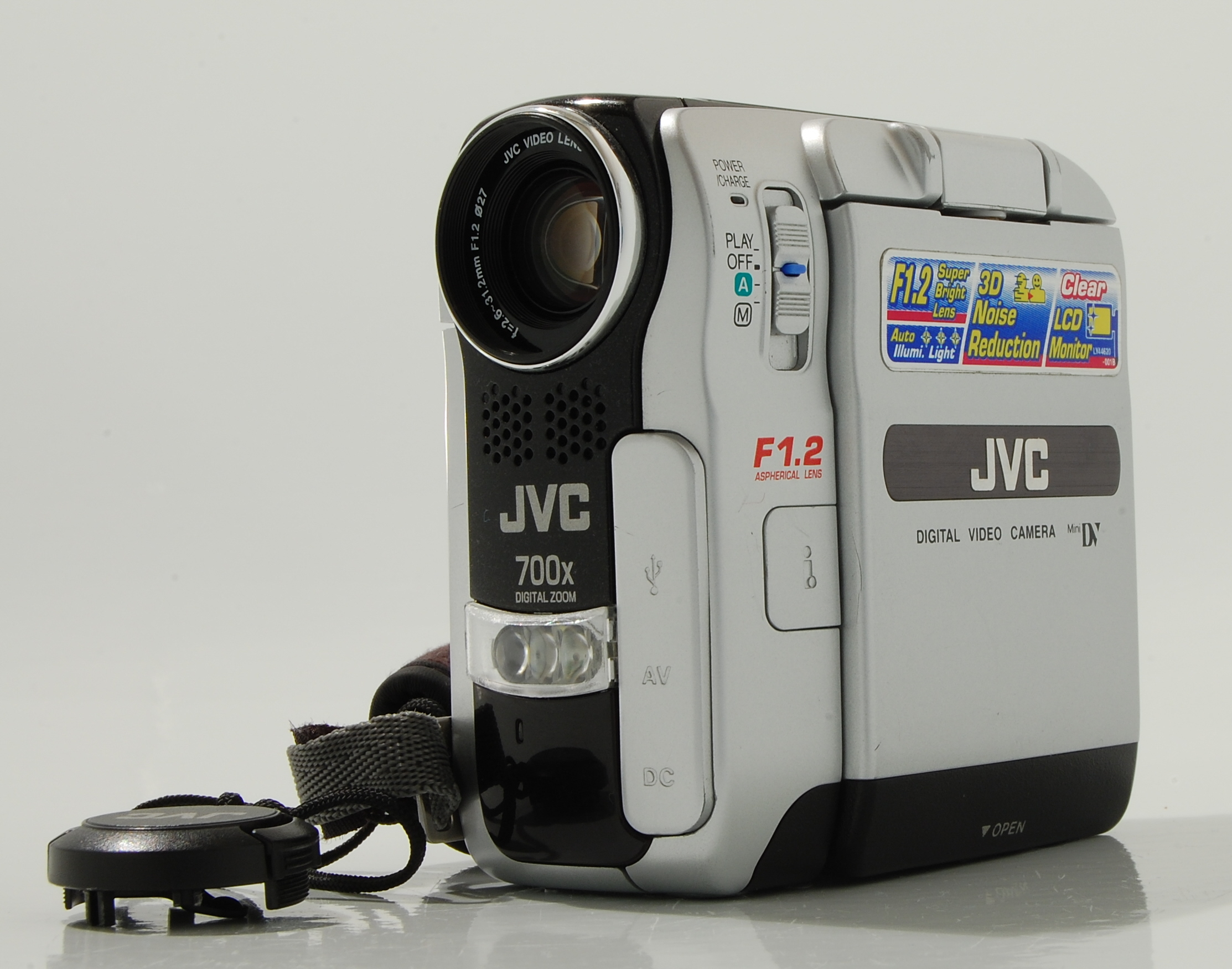
Videocámara JVC GR-DX57EK

- En los años 60 aparecieron las primeras unidades portátiles que  consistían en una grabadora de vídeo portátil y una cámara. El primer modelo fue el Portapak (Sony DV-2400), lanzado en 1967, que se considera  el primer dispositivo  de vídeo para  aficionados.[1]
- En 1983 Sony desarrolló y comercializó la primera cámara de vídeo del mundo: La Betamovie que usaba casetes de vídeo de formato Betamax y que dejó de ser producida en 1986. Este modelo de videocámara sólo grababa, no podía leer la cinta.
- En 1985, JVC sacó cámaras de vídeo en el formato VHS, que desde el principio también podían leer la cinta una vez grabada en la cámara de vídeo.
- En 1985, Sony y más tarde otros grandes fabricantes, desarrollaron conjuntamente una videocámara estándar para un formato de videocasete más pequeño denominado Video8, cuya cinta tenía una anchura de 8 mm, contra los 12,7 mm de los formatos VHS y VHS-C.
- JVC respondió mediante el desarrollo de un formato más pequeño, llamado VHS-C y del mismo tipo que el VHS que se podía leer en un magnetoscopio VHS normal (utilizando un adaptador).[1]
- En el periodo de  1987 a 1988, llegan al mercado los formatos Hi8 (mejora del Video8) y S-VHS (mejora de VHS). Con estos nuevos formatos, el video aficionado tiene mejor calidad de imagen ya que pasa de imágenes de 240 líneas (en los formatos anteriores) a  alrededor de 400 líneas.
- En 1996, las primeras videocámaras digitales DV llegaron al mercado de consumo con una definición (horizontal) de 400 líneas.[1]

El Mini DV, con su videocasete de menor tamaño, permitió a los fabricantes crear cámaras más pequeñas y más ligeras, lo que contribuyó a su éxito entre el público.
Los finales de los 90 también vieron la comercialización de Digital8 (versión digital del Video8), que tuvo significativamente menos éxito que el Mini DV.
- En el periodo 2004-2005, aparecieron nuevos tipos de cámaras de vídeo, que graban directamente en DVD y más tarde las de disco duro.
- En 2003, se puso en marcha el HDV. Es la evolución en alta definición del Mini DV.
- El AVCHD, creado por Sony y Panasonic, entró en plena expansión, pudiendo grabar en disco duro, en tarjeta de memoria o en Mini DV.